# Honores de Escocia

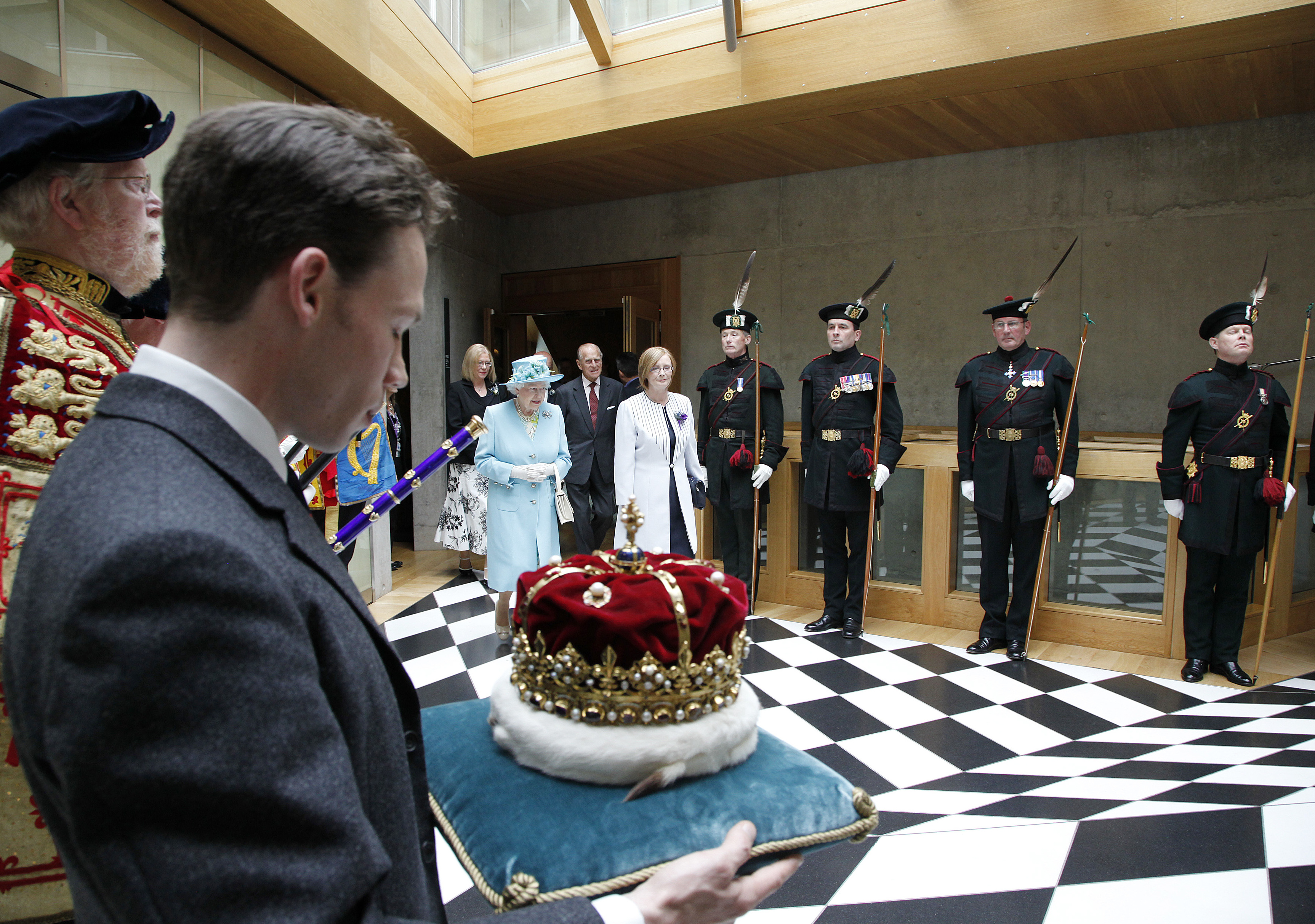

Los Honores de Escocia, también conocidos como regalia escoceses o como Joyas de la Corona Escocesa, datan del los siglos XV y XVI, lo que las convierte en las Joyas de la Corona más antiguas de Gran Bretaña, y las segundas más antiguas de Europa. El juego de joyas conservado actualmente se empleó en las coronaciones de los reyes de Escocia entre 1543 (María I de Escocia) y 1651 (Carlos II de Inglaterra). Desde entonces, han sido empleados para representar el poder real en el Parlamento de Escocia, así como en diversos actos oficiales, como la primera visita del rey Jorge IV del Reino Unido a Escocia en 1822, o la primera visita a Escocia de la reina Isabel II del Reino Unido en 1953.
Las Joyas de la Corona Escocesa están compuestas por tres elementos principales: la Corona, el Cetro y la Espada del Estado. En el escudo de armas de Escocia, el león rampante aparece vistiendo la corona, y sujetando el cetro y la espada en sus manos.

## La corona

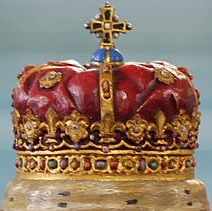
Corona de Escocia, imagen de una réplica conservada en la Canongate Kirk de la ciudad vieja de Edimburgo.

Corona de Escocia (representación heráldica).

La Corona de Escocia actualmente conservada data de 1540, cuando Jacobo VI de Escocia ordenó al orfebre John Mosman que reformase la corona original. Ese mismo año, el rey Jacobo la utilizó en la coronación de su consorte en la Abadía de Holyrood. 
El origen de la corona original es desconocido, aunque puede verse en su forma primitiva en el retrato de Jacobo IV de Escocia que aparece en el Libro de horas creado con motivo de su matrimonio con Margarita Tudor en 1503.
El aro que rodea la base está hecho de oro escocés, incrustado con 22 gemas y 20 piedras preciosas, proveninentes de la corona anterior. También se emplearon perlas de agua dulce, obtenidas en los ríos de Escocia. Los cuatro arcos dorados de la corona están ornamentados con oro y hojas de roble esmaltadas en rojo, aparentemente fabricadas en Francia. En el lugar en el que se juntan los arcos se sitúa un orbe de oro esmaltado en azul y adornado con estrellas doradas, sobre el que descansa una gran cruz decorada en esmalte dorado y negro con una amatista rectangular en el centro. Los extremos superiores y laterales de la cruz están también adornados con perlas. En total, la corona pesa 1644 gramos.

## El cetro
El cetro de Escocia fue un regalo del Papa Alejandro VI al rey Jacobo IV de Escocia en 1494. Fue remodelado y alargado en 1536. Está hecho de plata dorada, y en su extremo hay un globo de cristal y perlas escocesas. El cetro incluye numerosos símbolos cristianos: delfines que simbolizan a la Iglesia, e imágenes de la Virgen María sujetando a Cristo, de Santiago el Mayor y de San Andrés el Apóstol.

## La espada del Estado
La Espada del Estado de Escocia también es un regalo papal: fue entregada por Julio II a Jacobo IV en 1507. El filo incluye imágenes de San Pedro y San Pablo, así como el nombre grabado de Julio II. La empuñadura de plata dorada está adornada con hojas de roble y bellotas. Lamentablemente, la espada quedó dañada en 1652 mientras estaba escondida para protegerla de los ataques de las tropas de Oliver Cromwell.

## Historia de los Honores de Escocia

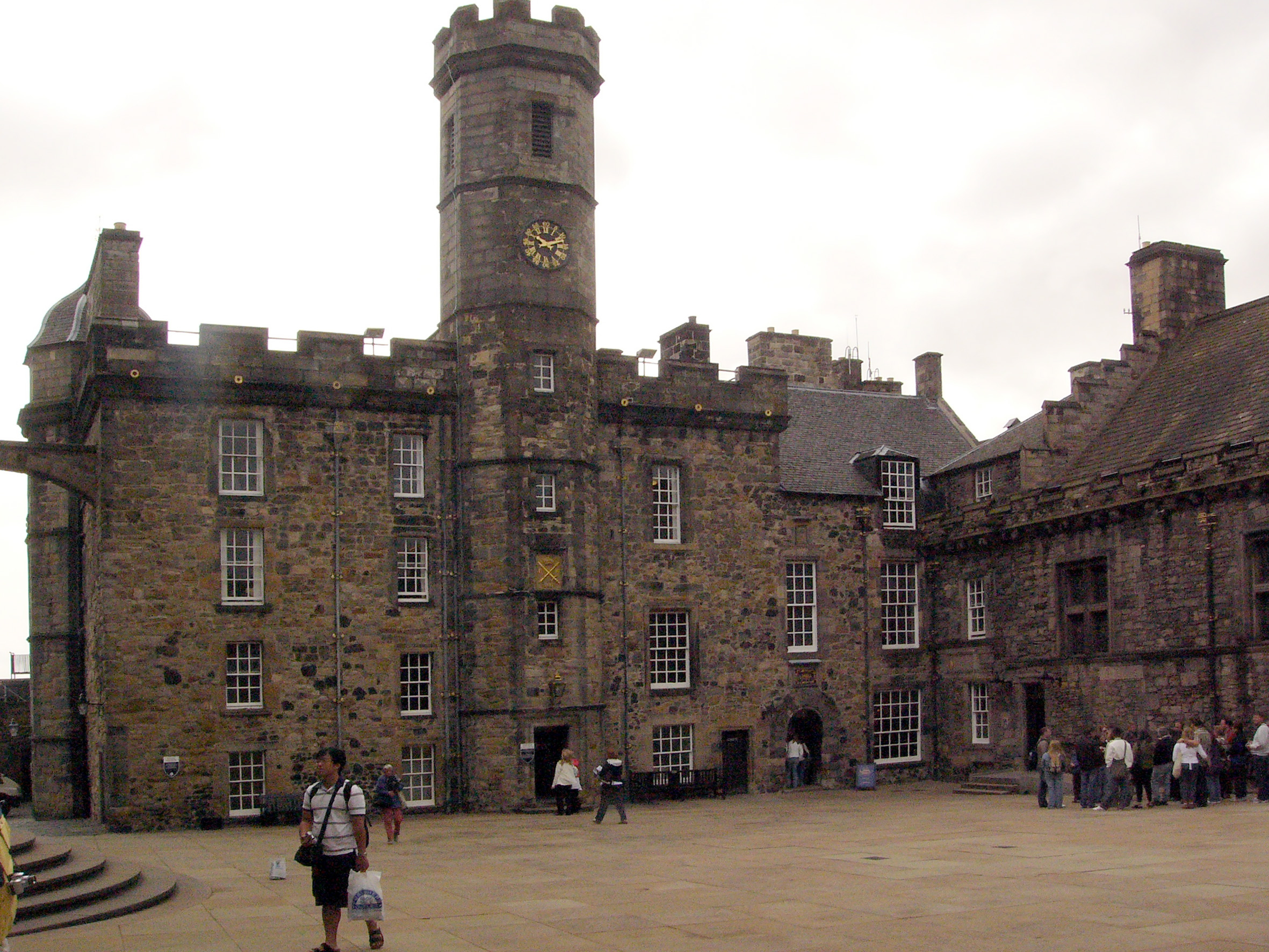
Interior del Castillo de Edimburgo, en el que se conservan los Honores de Escocia.

Tras ser utilizados en las coronaciones de María I de Escocia, Jacobo VI de Escocia y Carlos I de Inglaterra, las joyas fueron empleadas por última vez en una coronación en 1651, en la de Carlos II de Inglaterra. Ya antes de este acontecimiento, Carlos I había sido ejecutado por orden del Parlamento de Inglaterra, y la monarquía había sido abolida por el régimen de Oliver Cromwell. Este ordenó la destrucción de todos los símbolos reales de Inglaterra, Escocia e Irlanda. Sin embargo, los Honores de Escocia fueron escondidos, primero en el Castillo de Dunnottar, y después bajo el suelo de la parroquia de Kinneff. Tras la restauración de la monarquía en 1660 las joyas fueron recuperadas, pero ya no volvieron a emplearse en la coronación de ningún rey.
Hasta la firma del Acta de Unión de 1707, que establecía la unión del Reino de Escocia y el Reino de Inglaterra para formar el Reino Unido de Gran Bretaña, los Honores de Escocia se empleaban en el Parlamento de Escocia para representar al Monarca británico, que desde la unión de las Coronas de 1603 residía en Inglaterra. En cambio, después de 1707, con la disolución del Parlamento escocés, los Honores, desprovistos de su valor simbólico, fueron almacenados bajo llave en el Castillo de Edimburgo. Allí permanecieron más de un siglo casi en el olvido, hasta que un grupo de investigadores, que incluía a Walter Scott, las recuperó en 1818 y las expuso al público al año siguiente.
Desde entonces, las Joyas de la Corona Escocesa han permanecido a la vista del público, salvo por el breve paréntesis que supuso la Segunda Guerra Mundial, durante la cual fueron nuevamente escondidas para evitar que fueran robadas, destruidas o dañadas. En 1953 fueron presentadas a la recién coronada reina Isabel II del Reino Unido, y después volvieron definitivamente al Castillo de Edimburgo. En 1996 se les unió la Piedra de Scone, devuelta a Escocia a iniciativa del gobierno de John Major.
En mayo de 1999, en la primera sesión del reconstituido Parlamento de Escocia, así como en las ceremonias de apertura de los sucesivos años parlamentarios desde 2004, la corona de Escocia ha estado presente junto al Monarca. En cambio, el cetro y la espada son considerados demasiado frágiles para ser desplazados para tales eventos.